# Foro Feminista Africano
El Foro Feminista Africano es una conferencia bienal que reúne a feministas africanas para discutir temas relacionados con el movimiento feminista. Se forma en torno a la creciente convicción en el continente entre las feministas de que los avances en los derechos de las mujeres están seriamente amenazados por todos lados. La primera reunión fue impulsada por el Fondo de Desarrollo de la Mujer Africana y se celebró en 2006 en Acra, Ghana. Una de sus fundadoras es Jessica Horn. En 2009 el Foro elabora la Carta de Principios Feministas para Feministas Africanas.
Bajo el paraguas del FFA se han creado otros foros regionales en este marco como el Foro Feminista de Uganda, el Foro Feminista de Nigeria.

## El programa del foro feminista africano
El programa del Foro Feminista Africano está organizado en torno a temáticas consideradas prioritarias por las feministas africanas. Cada grupo tiene dos o tres coordinadoras. Los grupos son:
- Formación de una epistemología feminista africana
- Perspectivas feministas sobre la salud sexual y reproductiva en África[11]
- Feminismo africano: poder político y económico ; resistir el fundamentalismo
- Interseccionalidad generacional
- Expresión creativa feminista
- El movimiento feminista africano : organizaciones, estructuras y capacidades
- Enfrentando la vulneración de los derechos de las mujeres en su vida cotidiana
- El feminismo global y el sistema de Naciones Unidas

## Reuniones del Foro Feminista Africano
2006 - La primera reunión del Foro Feminista Africano se celebró en noviembre de 2006. En ella se aprobó la Carta de Principios Feministas para Feministas Africanas. Formaron parte del Comité de Dirección del Foro Feminista Africano: Ayesha Imam (Nigeria/Senegal), Bene Madunagu (Nigeria), Muthoni Wanyeki (Kenia), Sarah Mukasa (Uganda), Jessica Horn (Uganda/UK), Sylvia Tamale (Uganda) Codou Bop (Senegal) Everjoice Win (Zimbabue, Sudáfrica) Demere Kitunga (Tanzania) Mary Rusimbi (Tanzania) Alice Karekezi (Ruanda/Suecia) Bisi Adeleye-Fayemi (Nigeria/UK) Hope Chigudu (Zimbabue) Shamilla Wilson (Sudáfrica).
2008 - Se crea el Foro Feminista de Uganda.
2019 - Foro Feminista de Uganda. Reunión con el lema "Temiendo nuestro silencio y silenciando nuestro miedo" un tema inspirado en los escritos de la pensadora feminista Audre Lorde.
2022 - Reunión en Kenia de Feministas de África Oriental bajo el paraguas de Foro Feminista Africano con el lema "Construcción de movimientos contra el fundamentalismo".
2022 - El Foro Feminista de Uganda se reunió con el lema "Feminismo como práctica".
2022 - Reunión Regional de África Oriental bajo el paraguas del FFA. La feminista keniana Awino Okech realizó la intervención de apertura. Además del debate sobre el peligro del fundamentalismo se analiza la involución de las leyes con relación a derechos en todo el mundo. Sylvia Tamale reivindicó la descolonización del conocimiento y la visibilización de los sistemas de conocimiento feministas africanos citando a feministas africanas como referencia habitualmente ignoradas.

## Membresía
- Ayesha Imán
- Jessica Horn[14]
- Bisi Adeleye-Fayemi[15]
- Codou Bop[16]
- Everjoice Win[17]
- Mary Wandía[18]
- Usu Malya[19]
- Sara Mukasa[20]
- Tony Wilson[21]
- Silvia Tamale[22]
- Marcel Okehi[23]